# Karjaw (sockenhuvudort i Kina, Xinjiang Uygur Zizhiqu, lat 47,19, long 86,40)
Karjaw (kinesiska: 喀尔交, 喀尔交乡) är en sockenhuvudort i Kina. Den ligger i den autonoma regionen Xinjiang, i den nordvästra delen av landet, omkring 390 kilometer norr om regionhuvudstaden Ürümqi. Antalet invånare är 5 075. Befolkningen består av 2 463 kvinnor och 2 612 män. Barn under 15 år utgör 23,0 %, vuxna 15-64 år 72 %, och äldre över 65 år 4,0 %.
Runt Karjaw är det mycket glesbefolkat, med 4 invånare per kvadratkilometer. Trakten runt Karjaw består i huvudsak av gräsmarker.
Genomsnittlig årsnederbörd är 338 millimeter. Den regnigaste månaden är juli, med i genomsnitt 61 mm nederbörd, och den torraste är april, med 13 mm nederbörd.